# O vad är väl all fröjd på jorden
O vad är väl all fröjd på jorden är en psalm av Lina Sandell. 
Melodin är en tonsättning av Per Ulrik Stenhammar av okänt datum.

## Publicerad i
- Svenska Missionsförbundets sångbok 1920 som nr 260 under rubriken "Trosvisshet"
- Nya psalmer 1921 som nr 590 under rubriken "Det Kristliga Troslivet: Troslivet hos den enskilda människan: Trons glädje och förtröstan".
- Sionstoner 1935 som nr 379 under rubriken "Nådens ordning: Trosliv och helgelse".
- Guds lov 1935 som nr 281 under rubriken "En kristens saliga frid och trygghet".
- Frälsningsarméns sångbok 1968 som nr 416 under rubriken "Det Kristna Livet - Erfarenhet och vittnesbörd".
- EFS-tillägget 1986 som nr 769 under rubriken "Förtröstan – trygghet".
- Lova Herren 1988 som nr 444 under rubriken "Guds barns trygghet och frid".